# Live at Wembley ’86
Live At Wembley ’86 – podwójny album koncertowy brytyjskiego zespołu Queen, który trafił do sprzedaży 18 maja 1992. Zawiera cały zapis koncertu zespołu na Wembley z 12 lipca 1986. Występ należy do najbardziej znanych koncertów brytyjskiej grupy.
Nagrania w Polsce uzyskały status platynowej płyty.

## Lista utworów
Źródło: 

### CD 1
1. „One Vision” (Brian May, Roger Taylor) – 5:50
2. „Tie Your Mother Down” (May) – 3:52
3. „In the Lap of the Gods” (Freddie Mercury) – 2:44
4. „Seven Seas of Rhye” (Mercury) – 1:19
5. „Tear It Up” (May) – 2:12
6. „A Kind of Magic” (Taylor) – 8:41
7. „Under Pressure” (Queen, David Bowie) – 3:41
8. „Another One Bites the Dust” (John Deacon) – 4:54
9. „Who Wants to Live Forever” (May) – 5:16
10. „I Want to Break Free” (Deacon) – 3:34
11. „Impromptu” (Freddie Mercury) – 2:55
12. „Brighton Rock Solo” (May) – 9:11
13. „Now I’m Here” (May) – 6:19

### CD 2
1. „Love of My Life” (Mercury) – 4:47
2. „Is This the World We Created?” (Mercury, May) – 2:59
3. „(You're So Square) Baby I Don't Care” (Jerry Leiber, Mike Stoller) – 1:34
4. „Hello Mary Lou (Goodbye Heart)” (Gene Pitney) – 1:24
5. „Tutti Frutti” (Pat Boone) – 3:23
6. „Gimme Some Lovin'” (Steve Winwood, Spencer Davis, Muff Winwood) – 0:55
7. „Bohemian Rhapsody” (Mercury) – 5:50
8. „Hammer to Fall” (May) – 5:36
9. „Crazy Little Thing Called Love” – 6:27
10. „Big Spender” (Dorothy Fields, Cy Coleman) – 1:07
11. „Radio Ga Ga” (Taylor) – 5:57
12. „We Will Rock You” (May) – 2:46
13. „Friends Will Be Friends” (Mercury, Deacon) – 2:08
14. „We Are the Champions” (Mercury) – 4:05
15. „God Save the Queen” (aranż. May) – 1:27

## Wersja Hollywood Records
Wytwórnia Hollywood Records wydała w 2003 roku zremasterowaną wersję albumu pod nieco zmienionym tytułem „Live at Wembley Stadium”. Zawierała ona dodatkowo utwory: 
1. „A Kind of Magic” (wersja koncertowa, 11 lipca 1986 Stadion Wembley, Londyn)
2. „Another One Bites the Dust” (wersja koncertowa, 11 lipca 1986 Stadion Wembley, Londyn)
3. „Crazy Little Thing Called Love” (wersja koncertowa, 11 lipca 1986 Stadion Wembley, Londyn)
4. „Tavaszi szél vízet áraszt” (wersja koncertowa, 27 lipca 1986 Nepstadion, Budapeszt)